# .pr
.pr (Porto Rico) é o código TLD (ccTLD) na Internet para o Porto Rico.